# Ilse Arts
Ilse Arts (n. 7 iunie 1990) este o sportivă ce a reprezentat Țările de Jos. A participat la competiții asociate Jocurilor Olimpice în care a câștigat o medalie de aur și o medalie de bronz.